# Jiri Hlinka
Jiri Hlinka (Prága, 1944. március 21. –) cseh származású norvég professzor és zongoratanár. Legismertebb tanítványa Leif Ove Andsnes.

## Karrier
Jiri Hlinka Prágában, a Cseh–Morva Protektorátusban született, és František Rauch és Josef Páleníček tanítványa volt a Prágai Zeneakadémián. 1966-ban kezdett koncertezni, és még ugyanebben az évben bejutott a moszkvai Nemzetközi Csajkovszkij-verseny döntőjébe.  1967-ben felvette Szergej Prokofjev 2. és 6. zongoraszonátáját a Supraphon számára. Az album 1998-ban jelent meg Norvégiában.
1970-ben egészségügyi okok miatt kénytelen volt feladni szólista karrierjét, azóta zongorapedagógusként dolgozik. 1972-ben költözött Norvégiába, ahol 1982-ben megkapta a norvég állampolgárságot. Tanított bergeni és oslói konzervatóriumokban, és rendszeresen tart nemzetközi mesterkurzusokat. Tanítványai közé tartozik Leif Ove Andsnes, Håvard Gimse és Geir Botnen.

## Díjak
Hlinka 1992-ben Lindeman-díjat, 1995-ben pedig Grieg-díjat kapott. 2004-ben a King's Medal of Merit aranyérmével, 2007-ben pedig a Gratias Agit-díjjal tüntették ki a cseh kultúra külföldi bemutatásáért. 1995 és 2011 között kormányzati ösztöndíjas volt.

## Fordítás
Ez a szócikk részben vagy egészben  a   Jiri Hlinka című angol Wikipédia-szócikk ezen változatának fordításán alapul.  Az eredeti cikk szerkesztőit annak laptörténete sorolja fel. Ez a jelzés csupán a megfogalmazás eredetét és a szerzői jogokat jelzi, nem szolgál a cikkben szereplő információk forrásmegjelöléseként.